# Бункер (фільм)
«Бункер» (нім. Der Untergang, буквальний переклад Присмерк або Загибель) — німецько-італійсько-австрійський фільм режисера Олівера Гіршбіґеля, знятий 2004 року. У фільмі зображено останні десять днів життя Адольфа Гітлера в його берлінському бункері, а також тогочасну ситуацію в Берліні. Сценарій було написано на основі мемуарів очевидців подій та історичних досліджень. Фільм було номіновано на «Оскар» в категорії Найкращий іншомовний фільм. На 19 лютого 2025 року фільм займав 126-му позицію у списку 250 найкращих фільмів за версією IMDb.
Український переклад зробила студія Цікава ідея.

## Основа сценарію
Сценарій написав Бернд Айхінґер на основі таких книг:
- Der Untergang: Hitler und das Ende des Dritten Reiches (укр. Присмерк: Гітлер та кінець Третього Рейху), праця німецького історика Йоахіма Феста[6]
- Bis Zur Letzten Stunde (укр. До останньої години), мемуари Траудль Юнґе, секретарки Гітлера, у співавторстві з Меліссою Мюллер[7]
- Erinnerungen (укр. Спогади), мемуари Альберта Шпеера[8]

## Сюжет
Фільм починається і закінчується прямою мовою Траудль Юнґе, секретарки Гітлера. Вона, вже літня жінка, висловлює думку щодо своєї участі в політиці Третього Рейху. Власне сюжет розпочинається епізодом (1942 року), коли 22-річну Юнґе було призначено секретаркою Гітлера. Всі подальші події фільму стосуються квітня-травня 1945 року.
Події в бункері відбуваються на тлі німецько-радянських боїв за Берлін, внаслідок яких місто опиняється в кільці. Боєприпаси та ліки закінчуються, накази Гітлера щодо ситуації на фронті його офіцери не спроможні виконати. Зрештою, Гітлер розуміє, що поразка неминуча, після чого вчиняє самогубство разом із дружиною Євою Браун-Гітлер. Наслідуючи фюрера, самогубства вчиняють деякі німецькі офіцери, а також сімейство Ґеббельсів.

## У ролях
| Актор                  | Роль                            |
| ---------------------- | ------------------------------- |
| Бруно Ґанц             | Адольф Гітлер                   |
| Олександра Марія Лара  | Траудль Юнґе                    |
| Юліан Келер            | Єва Браун                       |
| Ульріх Маттес          | Йозеф Ґеббельс                  |
| Корінна Гарфух         | Маґда Ґеббельс                  |
| Дітер Манн             | Вільгельм Кейтель               |
| Крістіан Редль         | Альфред Йодль                   |
| Рольф Каніс            | Ганс Кребс                      |
| Юстус фон Донаньї      | Вільгельм Бурґдорф              |
| Міхаель Мендль         | Гельмут Вайдлінґ                |
| Андре Генніке          | Вільгельм Монке                 |
| Гайно Ферх             | Альберт Шпеер                   |
| Томас Тіме             | Мартін Борман                   |
| Матіас Ґнедінґер       | Германн Ґерінґ                  |
| Томас Кречманн         | Германн Феґеляйн                |
| Ґец Отто               | Отто Ґюнше                      |
| Анна Тальбах           | Ганна Райч                      |
| Крістіан Беркель       | професор Ернст Ґюнтер Шенк      |
| Томас Лімпінсел        | Гайнц Лінґе                     |
| Ганс Штайнберґ         | Карл Коллер                     |
| Єлизавета Боярська     | Ерна Флеґель                    |
| Елена Дрейден          | Інґе Домбровскі                 |
| Юрґен Тонкель          | Еріх Кемпка                     |
| Беттіна Редліх         | Констанц Манціарлі              |
| Олександр Сластін      | генерал-полковник Василь Чуйков |
| Гайнріх Шмідер         | Рохус Міш                       |
| Бірґіт Мініхмайр       | Ґерда Крістіан                  |
| Юрій Шрадер            | перекладач                      |
| Крістіан Генінґ        | Ернст-Роберт Ґравіц             |
| Торстен Крон           | Людвіґ Штумпфеґґер              |
| Дітріх Голліндербоймер | Роберт Ріттер фон Ґрайм         |
| Девід Штрісов          | Фріц Торнов                     |
| Тетяна Журавльова      | стара жінка                     |